# Awoulaba
Awoulaba es un término del idioma baoulé de Costa de Marfil que significa «reina de la belleza» y se refiere a las mujeres que tienen cuerpos regordetes y curvilíneos con grandes glúteos y caderas anchas. Una Awoulaba se caracteriza por tener glúteos visiblemente más llenos y regordetes en comparación con el resto de su cuerpo, de modo que su cuerpo se asemeja a una distintiva «forma de guitarra». La fotógrafa marfileña Joana Choumali describe Awoulaba como «mujeres hermosas de dimensiones impresionantes: rostro de rasgos finos, pechos grandes, cintura bien definida y, sobre todo, grandes nalgas».
Desde 2011, maniquíes fabricados localmente que representan las formas del cuerpo Awoulaba se han convertido en una imagen familiar en numerosas tiendas de ropa en Abiyán, Costa de Marfil y se distinguen de los maniquíes importados extranjeros que representan mujeres delgadas (descritas como Taille Fine, que significa «cintura delgada»).

## Miss Awoulaba

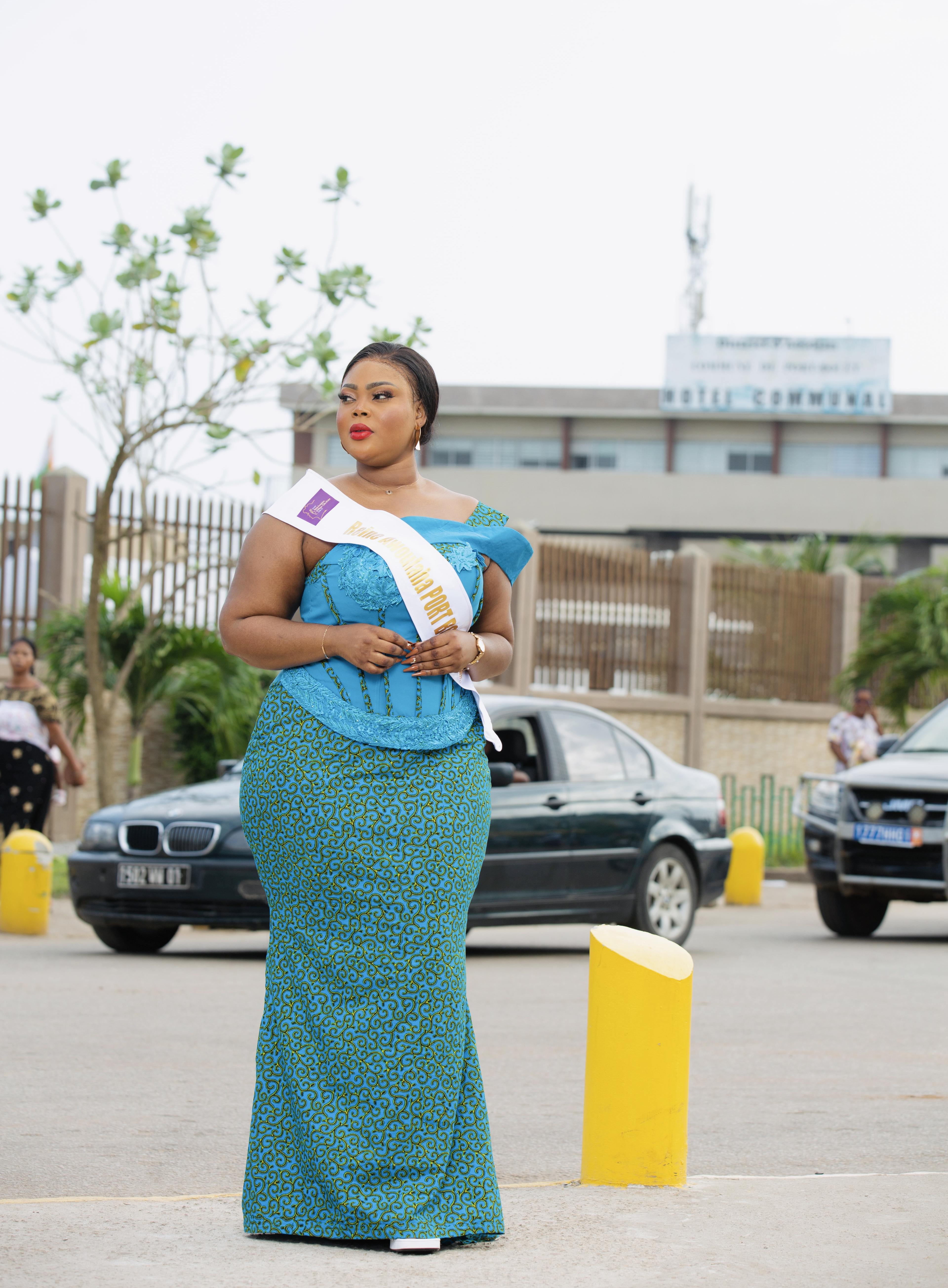
Concursante de un concurso de belleza de Awoulaba.

Miss Awoulaba es un concurso de belleza que comenzó en Abiyán, Costa de Marfil, a principios de los años 1980 y que pretendía premiar la «armonía física y el encanto natural, con una inclinación por las mujeres con traseros prominentes» y mostrar la «auténtica belleza africana». Miss Awoulaba fue organizada como una alternativa a Miss Costa de Marfil, que fue acusada de favorecer los rasgos de belleza occidentales. Las mujeres de Miss Awoulaba tienen cuerpos más curvilíneos en comparación con las mujeres de la mayoría de los concursos de belleza occidentales y se les exige que usen cabello grueso y negro junto con peinados y vestimentas tradicionales.

### Premios
La primera dama de Costa de Marfil, Dominique Folloroux-Ouattara, ofreció un premio en efectivo de 5,5 millones de francos CFA a repartir entre los tres primeros ganadores del concurso de 2015 y 1,5 millones a los tres primeros ganadores del concurso de 2017. El ganador del concurso de 2019 recibió un Citroën C4 de manos de Al Moustapha Toure, presidente del Colectivo de Operadores Económicos de Costa de Marfil (COECI). El alcalde de Cocody, Jean-Marc Yacé, ha ofrecido 4 millones de francos CFA a repartir entre los tres primeros ganadores del concurso de 2019.

## Industria de la belleza

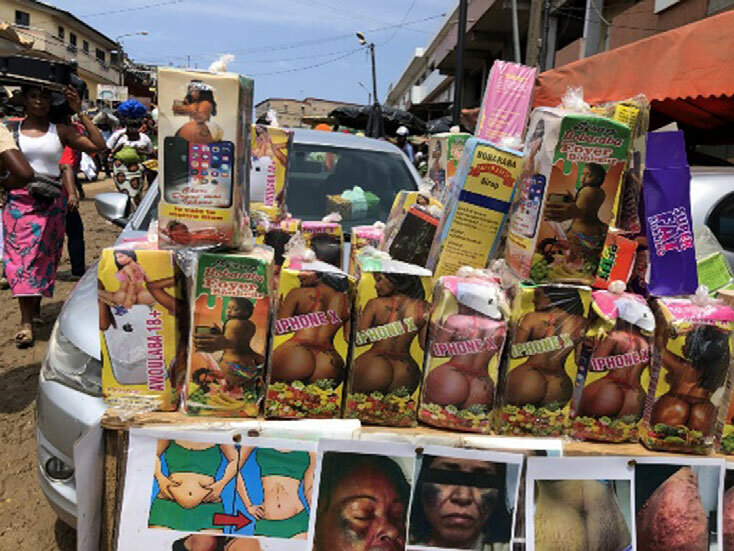
Puesto de mercado en Abiyán, Costa de Marfil, que vende productos para agrandar los glúteos «Awoulaba».

La industria de la belleza de Costa de Marfil ofrece productos «Awoulaba» para mujeres que desean agrandar sus glúteos. En otros países de África occidental existen productos similares, como cremas y píldoras que se anuncian como potenciadores de los glúteos. También son populares las cirugías de aumento de glúteos, así como el relleno que da la apariencia de glúteos más grandes. Este ideal de belleza de un cuerpo más curvilíneo con glúteos más grandes se ha citado como un posible factor en la existencia de algunos riesgos para la salud en las mujeres de África occidental, como el sobrepeso, la obesidad, la diabetes, la presión arterial alta, elsíndrome metabólico y el uso de productos de belleza cancerígenos.